# Coppa del mondo di ciclismo su strada femminile 2014
La Coppa del mondo di ciclismo su strada femminile 2014 (in inglese 2014 UCI Women's Road World Cup), diciassettesima edizione della competizione, si svolse su otto eventi dal 15 marzo al 30 agosto 2014.

## Corse
| # | Data      | Corsa                                             | Vincitrice             | Squadra                     | Leader della CdM     |
| - | --------- | ------------------------------------------------- | ---------------------- | --------------------------- | -------------------- |
| 1 | 9 marzo   | Ronde van Drenthe (2014)                          | Elizabeth Armitstead   | Boels-Dolmans Cycling Team  | Elizabeth Armitstead |
| 2 | 30 marzo  | Trofeo Alfredo Binda - Comune di Cittiglio (2014) | Emma Johansson         | Orica-AIS                   | Elizabeth Armitstead |
| 3 | 6 aprile  | Giro delle Fiandre (2014)                         | Ellen van Dijk         | Boels-Dolmans Cycling Team  | Elizabeth Armitstead |
| 4 | 23 aprile | Freccia Vallone (2014)                            | Pauline Ferrand-Prévot | Rabo-Liv Women Cycling Team | Elizabeth Armitstead |
| 5 | 18 maggio | Tour of Chongming Island World Cup (2014)         | Kirsten Wild           | Team Giant-Shimano          | Elizabeth Armitstead |
| 6 | 3 agosto  | Sparkassen Giro Bochum (2014)                     | Marianne Vos           | Rabo-Liv Women Cycling Team | Elizabeth Armitstead |
| 7 | 22 agosto | Open de Suède Vargarda TTT (2014)                 | Specialized-Lululemon  | Specialized-Lululemon       | Elizabeth Armitstead |
| 8 | 24 agosto | Open de Suède Vargarda (2014)                     | Chantal Blaak          | Specialized-Lululemon       | Elizabeth Armitstead |
| 9 | 30 agosto | Grand Prix de Plouay (2014)                       | Lucinda Brand          | Rabo-Liv Women Cycling Team | Elizabeth Armitstead |

## Classifiche finali

### Classifica individuale
| Pos. | Corridore              | Squadra               | 1   | 2   | 3   | 4   | 5   | 6   | 7  | 8   | 9   | Totale |
| ---- | ---------------------- | --------------------- | --- | --- | --- | --- | --- | --- | -- | --- | --- | ------ |
| 1    | Elizabeth Armitstead   | Boels-Dolmans         | 120 | 100 | 100 | 100 | -   | -   | 25 | 35  | 35  | 515    |
| 2    | Emma Johansson         | Orica-AIS             | 35  | 120 | 85  | 20  | -   | 35  | 20 | 25  | 50  | 390    |
| 3    | Marianne Vos           | Rabo-Liv Women        | -   | -   | -   | 50  | -   | 120 | 30 | 70  | 100 | 370    |
| 4    | Anna van der Breggen   | Rabo-Liv Women        | 100 | 70  | 50  | 18  | -   | -   | 30 | 18  | 60  | 346    |
| 5    | Kirsten Wild           | Giant-Shimano         | 50  | -   | 16  | -   | 120 | 30  | 14 | 60  | -   | 290    |
| 6    | Pauline Ferrand-Prévot | Rabo-Liv Women        | -   | 60  | 20  | 120 | -   | -   | -  | -   | 85  | 285    |
| 7    | Ellen van Dijk         | Boels-Dolmans         | 40  | 35  | 120 | 25  | -   | 20  | 25 | 4   | -   | 269    |
| 8    | Elisa Longo Borghini   | Hitec Products        | 10  | 50  | 70  | 85  | -   | -   | -  | -   | 40  | 255    |
| 9    | Chantal Blaak          | Specialized-Lululemon | 70  | 0   | 0   | -   | -   | 0   | 35 | 120 | -   | 225    |
| 10   | Giorgia Bronzini       | Wiggle-Honda          | 4   | 30  | 6   | -   | 85  | 100 | 0  | -   | -   | 225    |

### Classifica a squadre
| Pos. | Squadra                     | 1   | 2   | 3   | 4   | 5   | 6   | 7   | 8   | 9   | Totale |
| ---- | --------------------------- | --- | --- | --- | --- | --- | --- | --- | --- | --- | ------ |
| 1    | Rabo-Liv Women Cycling Team | 193 | 130 | 148 | 200 | -   | 134 | 120 | 225 | 365 | 1515   |
| 2    | Boels-Dolmans Cycling Team  | 160 | 159 | 255 | 139 | 8   | 82  | 100 | 39  | 59  | 1001   |
| 3    | Specialized-Lululemon       | 108 | 0   | 67  | 70  | -   | 60  | 140 | 190 | 31  | 666    |
| 4    | Team Giant-Shimano          | 110 | 16  | 16  | 30  | 130 | 34  | 56  | 174 | 10  | 576    |
| 5    | Hitec Products              | 12  | 62  | 70  | 145 | 113 | 16  | 48  | 0   | 72  | 538    |
| 6    | Orica-AIS                   | 35  | 120 | 85  | 20  | -   | 35  | 80  | 25  | 64  | 464    |
| 7    | Estado de México-Faren      | 0   | 39  | 8   | 4   | 139 | 26  | 60  | 30  | 70  | 376    |
| 8    | Wiggle-Honda                | 4   | 30  | 16  | 35  | 125 | 100 | -   | 0   | -   | 310    |
| 9    | ALÉ-Cipollini               | 85  | 2   | 4   | 16  | 50  | 25  | -   | -   | 4   | 186    |
| 10   | Lotto-Belisol Ladies        | 12  | 0   | 54  | 41  | -   | 70  | -   | -   | -   | 176    |